# 魏瑟湖 (布科)
52°33′38″N 14°3′50″E / 52.56056°N 14.06389°E

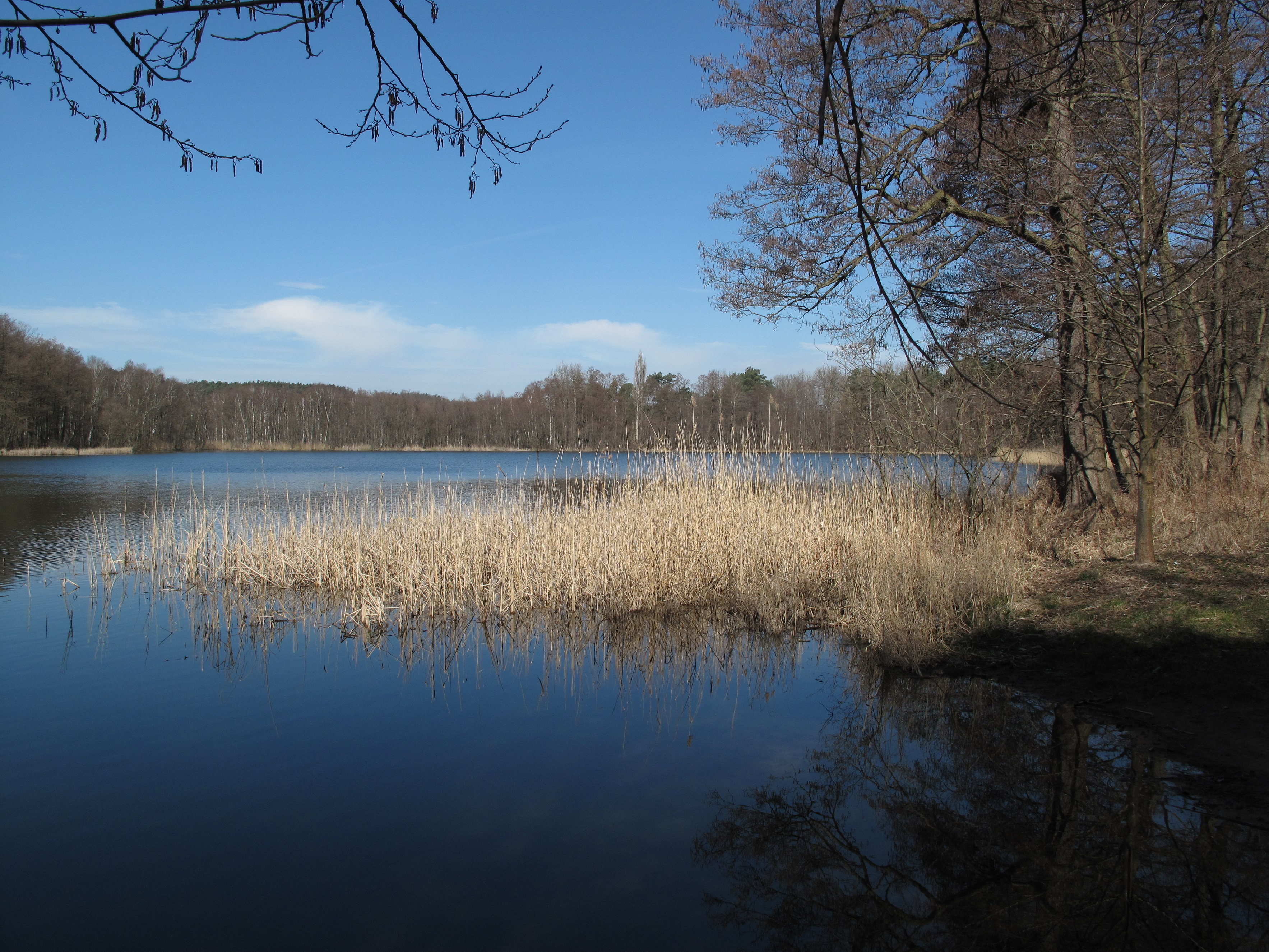

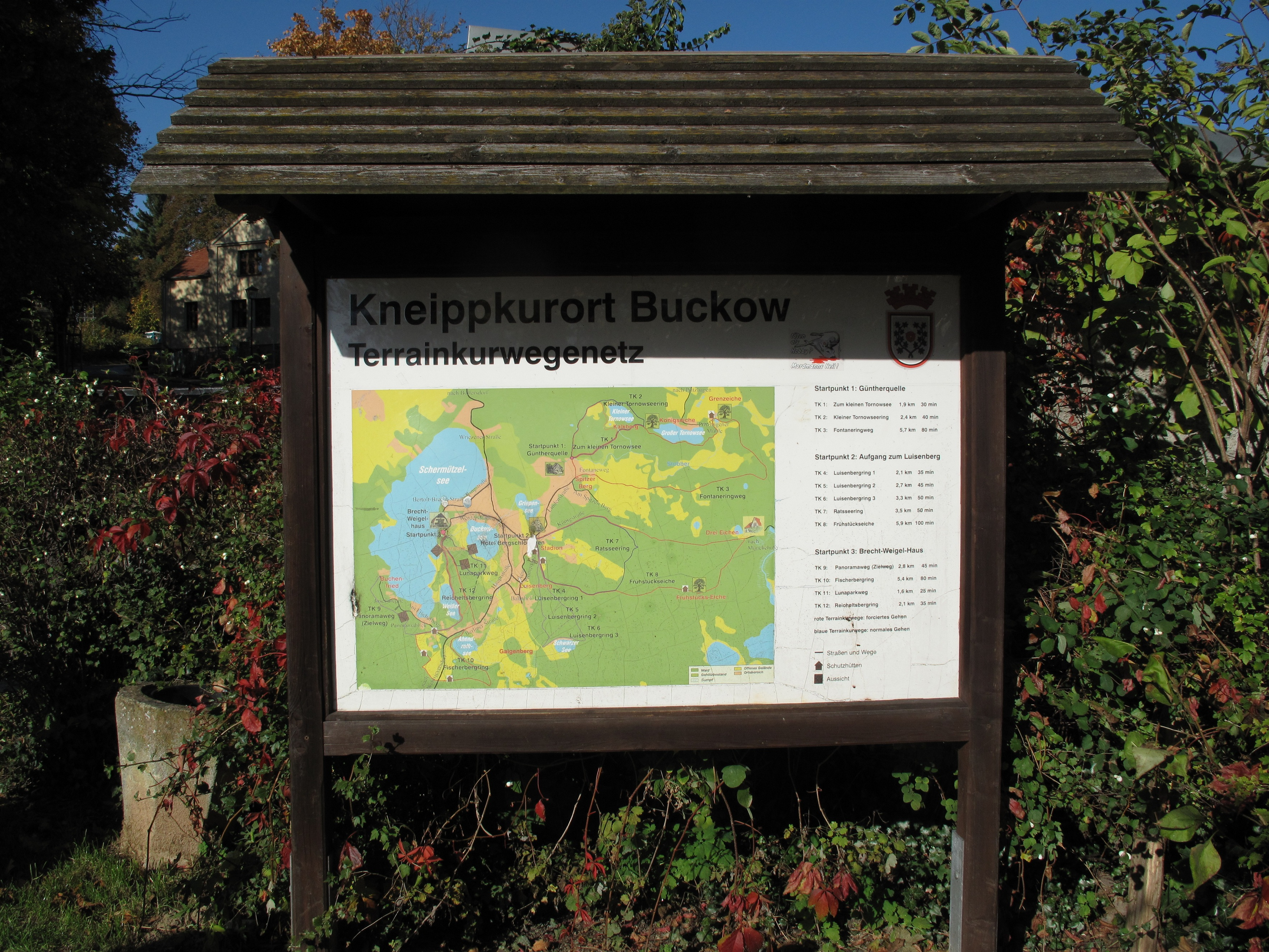

魏瑟湖（德語：Weißer See），是德國的湖泊，位於該國西南部，由勃蘭登堡州負責管轄，處於梅爾基施-奧得蘭縣，長0.5公里、寬0.2公里，面積0.06平方公里，海拔高度27米，最大水深4米。